# Next (émission de télévision)
Pour les articles homonymes, voir Next.
Next est une émission de télé-réalité américaine en 288 épisodes de 22 minutes produite par Kallissa Productions, et diffusée entre le 4 mai 2005 et le 21 décembre 2008 sur MTV.
Dans chaque épisode, un garçon ou une fille a rendez-vous avec cinq candidat(e)s sur la base du concept de speed dating.
En France, elle a été diffusée à partir du 1er janvier 2008 sur Virgin 17 et depuis le 30 septembre 2013 sur AB1, en Belgique sur MCM, et au Québec à partir du 1er septembre 2009 à MusiquePlus.

## Slogan
« Fais attention à ce que tu dis, ou tu risques de dégager ! »

## Principe de l’émission
Les prétendants sont cachés du candidat à séduire dans le bus Next et n'en sortent qu'un après l'autre, une fois son prédécesseur éliminé. Chaque rendez-vous débute par un petit clip de présentation du candidat principal, les cinq prétendants étant montrés juste après. Ils attendent tous à bord du bus placé à un endroit déterminé à l'avance qui sert de lieu de rendez-vous. Au moment où chaque candidat descendra du bus, on aura droit à une petite description de la personne et le rancard débute. À tout moment, généralement quand la discussion commence à devenir ennuyeuse, déplaisante ou que quelque chose dérange le candidat à séduire, celui-ci crie « Next », alors le prétendant est éliminé, recevant 1 $ pour chaque minute écoulée en dehors du bus.
À n'importe quel moment, le candidat principal peut proposer une deuxième entrevue à son prétendant. Celui-ci peut accepter et donc faire une croix sur ses dollars accumulés, ou bien refuser et garder l'argent précédemment gagné. L'émission se termine lorsque tous les prétendants ont été éliminés ou bien lorsqu'un prétendant se voit proposer le deuxième rendez-vous.
Il n'est pas rare que les candidats passent aux prétendants suivants à peine ceux-ci ont-ils posé le pied dehors. Dans un épisode, un candidat a éliminé les quatre premières filles et au bout d'une minute passée avec la dernière prétendante, il lui a proposé un deuxième rendez-vous. Confrontée au choix de gagner un seul dollar ou de remettre une deuxième entrevue, elle a opté pour la seconde rencontre.
Des commentaires et des petits clips des prétendants et du candidat à séduire sont montrés au cours de l'émission.
Plusieurs prétendants apparaissent plus d'une fois dans différents épisodes mais sous un nom et un âge changés.

## Adaptation française
L'ancienne chaîne de TNT Française Virgin 17, qui diffusait l'émission en France, a programmé également une adaptation produite par Christophe Dechavanne de janvier 2008 jusqu'à sa fermeture en 2010, sous le titre Next Made in France.